# Lionel Gossman
Lionel Gossman (* 1929 in Glasgow; † 11. Januar 2021)  war ein schottisch-amerikanischer Romanist und Germanist.

## Leben und Werk
Lionel Gossman studierte an der Universität Glasgow und bestand 1951 die Magisterprüfung in französischer und deutscher Literaturwissenschaft. Er setzte sein Studium an der Sorbonne fort und schrieb eine Arbeit über die Idee des Goldenen Zeitalters im Rosenroman. Von 1952 bis 1954 diente er in der Royal Navy als Simultandolmetscher. Er trat in das St Antony’s College der Universität Oxford ein und wurde 1957 promoviert. Nach einer Zeit an der Universität Glasgow ging er 1958 an die Johns Hopkins University in Baltimore und wurde 1966 Professor sowie 1975 Full Professor. Er war dort Kollege von René Girard, Roland Barthes, Jacques Derrida, Lucien Goldmann, Jean-François Lyotard, Michel Serres und Louis Marin. 1976 holte ihn Karl David Uitti an die Princeton University, wo er bis 1999 lehrte, ab 1983 auf der Pyne Professorship für französische Literatur, 1990 den Howard T. Behrman Award for Distinguished Achievement in the Humanities erhielt und 2005 Ehrendoktor wurde. Ab 1996 gehörte er der American Philosophical Society an. Er forschte bevorzugt im Bereich der Kulturgeschichte und der Geschichtsphilosophie.

## Werke
- Men and masks. A study of Molière. Baltimore 1965, 1969.
- Medievalism and the ideologies of the enlightenment. The world and work of La Curne de Sainte-Palaye. Baltimore 1968.
- French society and culture. Background for 18th century literature. Englewood Cliffs 1972.
- Augustin Thierry and liberal historiography. Middletown 1976 (Beiheft 15 zur Zeitschrift History and theory).
- The Empire unpossess'd. An essay on Gibbon's “Decline and fall”. Cambridge 1981.
- Orpheus philologus. Bachofen versus Mommsen on the study of antiquity. Philadelphia 1983.
- Towards a rational historiography. Philadelphia 1989.
- Between history and literature. Cambridge 1990.
- (Hrsg. mit Mihai I. Spariosu) Building a profession. Autobiographical perspectives on the history of comparative literature in the United States. Albany 1994.
- Basel in the age of Burckhardt. A study in unseasonable ideas. University of Illinois Press, Chicago 2000.
  - (deutsch) Basel in der Zeit Jacob Burckhardts. Eine Stadt und vier unzeitgemässe Denker. Schwabe, Basel 2005.
- Brownshirt princess. A study of the "Nazi Conscience". Cambridge 2009.
- The passion of Max von Oppenheim. Archaeology and intrigue in the Middle East from Wilhelm II to Hitler. Cambridge 2013.
- André Maurois (1885-1967). Fortunes and misfortunes of a moderate. Basingstoke 2014.
- (mit anderen) Geneva, Zurich, Basel. Princeton 2016.
- Men and Masks A Study of Molière. Johns Hopkins University Press 2019.
- Spreading the word. Scottish publishers and English literature 1750-1900. Philadelphia 2020.